# الشهامة (عين العرب)
الشهامة قرية سوريّة تتبع إداريّاً لمحافظة حلب منطقة عين العرب ناحية مركز شيوخ تحتاني، بلغ تعداد سكانها 929 نسمة حسب التعداد السكاني لعام 2004.